# Henry Addington

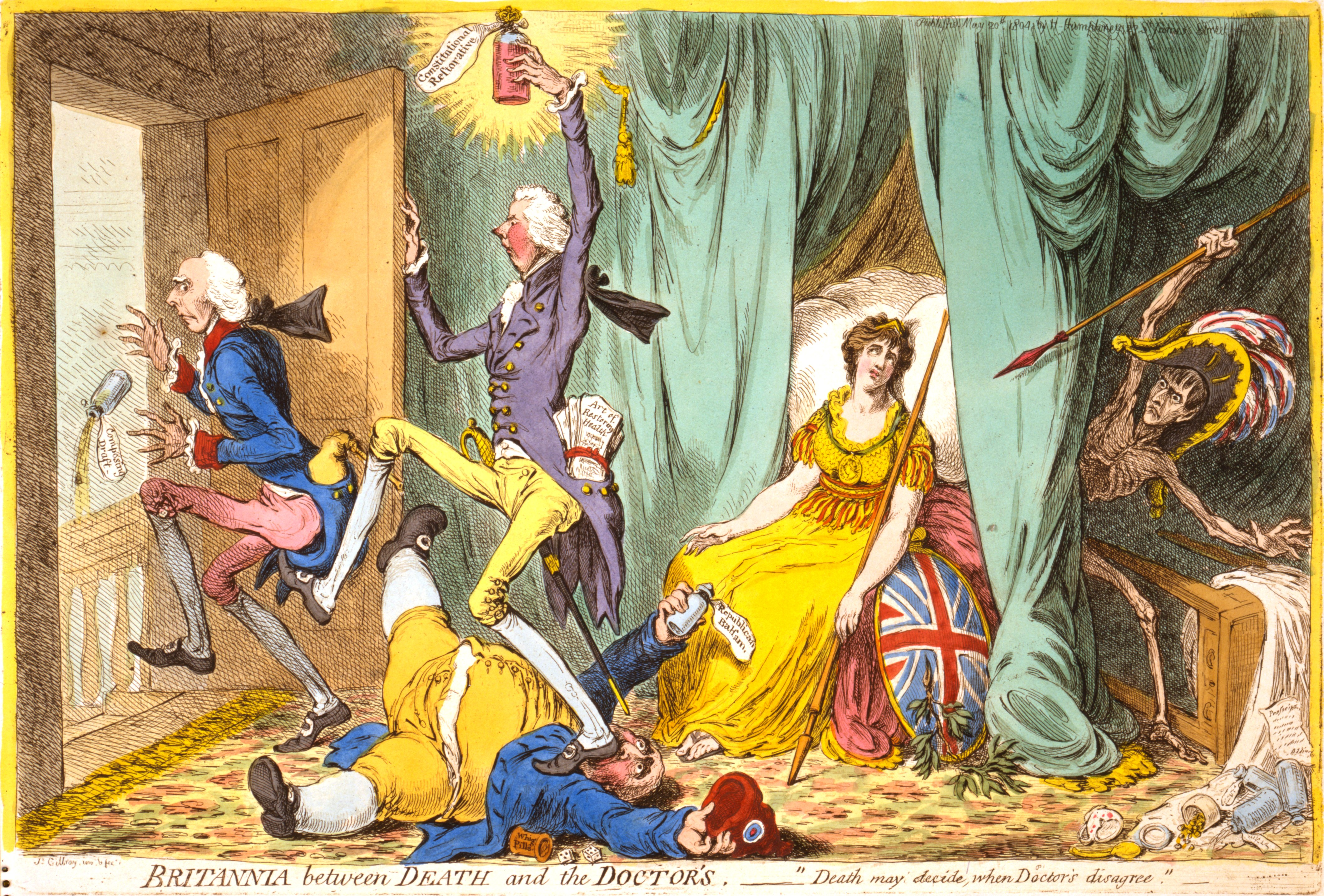
Britannia between Death and the Doctor's, karykatura przedstawiająca personifikację Brytanii, zagrażającego jej Napoleona oraz „trzech doktorów – Williama Pitta Młodszego, który wykopuje za drzwi Addingtona i depcze po Charlesie Jamesie Foksie

Henry Addington, 1. wicehrabia Sidmouth (ur. 30 maja 1757 w Londynie, zm. 15 lutego 1844 w Richmond, Surrey) – brytyjski polityk, członek stronnictwa torysów, od 1784 r. członek Izby Gmin, a od 1805 r. Izby Lordów, w latach 1789–1801 speaker Izby Gmin, premier w latach 1801–1804.

## Życiorys
Był synem Anthony’ego Addingtona i Mary Hiley, córki wielebnego Havilanda Johna Hileya. Jego ojciec był lekarzem lorda Chathama, więc Henry przyjaźnił się w dzieciństwie z jego synem, Williamem. Addington pobierał nauki w Winchester School oraz w Brasenose College na Uniwersytecie Oksfordzkim. Następnie studiował prawo w Lincoln’s Inn.
W 1784 r. został wybrany do Izby Gmin jako reprezentant okręgu Devizes. W 1789 r. został speakerem Izby Gmin. W marcu 1801 r. do dymisji podał się gabinet Williama Pitta, któremu nie udało się przeforsować projektu równouprawnienia katolików. Na następcę Pitta został wybrany Addington.
Za czasów Addingtona zawarto pokój z Francją (traktat w Amiens, 1802). Wkrótce jednak wojna wybuchła na nowo i Addington został zastąpiony przez Pitta. W 1805 r. otrzymał tytuł 1. wicehrabiego Sidmouth i zasiadł w Izbie Lordów. Od stycznia do lipca 1805 r. był Lordem Przewodniczącym Rady w drugim gabinecie Pitta. W Gabinecie Wszystkich Talentów w latach 1806-1807 pełnił najpierw funkcję Lorda Tajnej Pieczęci, a następnie Lorda Przewodniczącego Rady.
Sidmouth powrócił do gabinetu w 1812 r., kiedy został Lordem Przewodniczącym Rady w rządzie Percevala. Kiedy jeszcze w tym samym roku nowym premierem został lord Liverpool, Sidmouth otrzymał tekę ministra spraw wewnętrznych. Na tym stanowisku walczył z radykalną opozycją, odpowiadał za zawieszenie Habeas Corpus Act w 1817 r., masakrę Peterloo w 1819 r. oraz represyjne Sześć Aktów z tego samego roku.
W 1822 r. został zastąpiony w Ministerstwie Spraw Wewnętrznych przez Roberta Peela. Pozostał aktywnym członkiem Izby Lordów – sprzeciwiał się uznaniu przez Wielką Brytanię republik południowoamerykańskich, równouprawnieniu katolików i reformie wyborczej. Zmarł w 1844 r.
Był dwukrotnie żonaty i miał czterech synów i cztery córki. Tytuł parowski odziedziczył jego syn z pierwszego małżeństwa, William.